# أن إيمبتي بليس بيوند ذيس وورلد
نعيمٌ فارغٌ يتجاوز هذا العالم هو الألبوم الاستوديوي التاسع لمشروع ذا كاريتيكر، الموسيقي الإنجليزي لييلاند كيربي، صدر في 1 تموز 2011 عبر هيستوري أولويز فيفرز ذا وِنرز.
يعتمد الألبوم على دراسة تناولت قدرة الأشخاص المصابين بمرض ألزهايمر على تذكّر الموسيقى التي استمعوا إليها في شبابهم، وكذلك الأماكن التي كانوا فيها وكيف كانت مشاعرهم عند الاستماع إليها. يحتوي الألبوم على عينات من تسجيلات صالات رقص تعود إلى ما قبل الحرب العالمية الثانية، كان كيربي قد اشتراها من بروكلين في كانون الأول ٢٠١٠. وقد تم توسيع هذا المفهوم المرتبط بالألزهايمر والموسيقى بشكل كبير بين عامي ٢٠١٦ و٢٠١٩ في سلسلة الألبومات الختامية لكيربي كمشروع ذا كاريتيكر، بعنوان إيفري وير آت ذا إند أوف تايم.
كان أن إيمبتي بليس بيوند ذيس وورلد الألبوم الذي حقق شهرة واسعة لكيربي، وقد نال استحسانًا نقديًا عند صدوره وتلقى عدة تكريمات ضمن قوائم نهاية العام. أدرجه موقع بيتشفورك في المرتبة ٧٥ ضمن أفضل ألبومات النصف الأول من عقد ٢٠١٠، والمرتبة ١٤ ضمن أفضل ألبومات الموسيقى المحيطة على الإطلاق.

## المفهوم
يعكس ألبوم نعيم فارغ فيما وراء هذا العالم، من خلال أصواته المتقطعة، حالة ذهن مريض ألزهايمر الذي يكافح لتذكّر أجزاء من حياته. وقد استند هذا العمل إلى دراسة نُشرت سنة 2010 حول قدرة المصابين بالمرض على تذكّر الموسيقى التي تعود إلى زمنهم، بالإضافة إلى سياقها داخل حياة المريض. استُلهم مشروع ذا كيرتيكر من موسيقى قاعات الرقص في أفلام مثل كرنفال الأرواح (1962)، والبريق (1980)، والمسلسل التلفزيوني بنس من السماء (1978)، والتي جذبت كيربي إلى مواضيع فقدان الذاكرة:
"من المعروف أن الناس، كلما تقدموا في العمر، بدؤوا برؤية أشخاص موتى، أشخاص من الماضي، وتلك هي حقيقتهم لأن الدماغ يُخطئ في الإشارات. أنا مهتم جداً بهذا النوع من القصص. فالموسيقى غالباً ما تكون آخر ما يفقده الناس المصابون بألزهايمر المتقدم".
قارن الناقد روان سافج هذا الألبوم برواية منزل الأوراق لمارك ز. دانيليوسكي (2000)، بسبب ما فيه من "فراغٍ لا نهائيّ ومخيفٍ يشبه الكهف (قاعة الرقص) المخفيّ تحت خداع الحدود المألوفة للمنزلية"، والمجسَّد بصوتٍ عميق ورنان. بعض المقاطع في نعيم فارغ تظهر مرتين لكن بعينات صوتية مختلفة، مثل المقطوعة التي تحمل عنوان الألبوم و"كهوف ذهنية بلا شمس".
أوضح كيربي أن الغرض من ذلك هو خلق شعور بالديجا فو:
"منذ أول استماع، تبدأ فوراً في التساؤل: أين سمعت هذه المقطوعة من قبل؟"
النسخة الثانية من "كهوف ذهنية بلا شمس" لا تتعدى نصف مدة النسخة الأولى. وبحسب سافج، فإن الجوانب التكرارية في الألبوم تطرح على المستمع تساؤلاً:
هل ينبع إحساسك بالألفة من التكرار نفسه أم من الطابع العتيق الكامن في صوت الأسطوانة المخدوشة؟
يحمل نعيم فارغ طابعاً مستقبلياً من الماضي (ريتروفيوتري)، يتمحور حول صراع بين ماضٍ بعيد ومستقبلٍ متخيَّل، على غرار ألبوم إلى الفضاء الخارجي مع لوسيا باميلا (1969). وصف سافج الألبوم بأنه تعليق على الموسيقى الحديثة التي "تستعمر" و"تفرّغ من التاريخ" الأعمال القديمة. وقارنه بلحظة غاري نيومان حين غنّى "أنا فيرا لين" في مقطوعة أغاني الحرب. وقد وصف أغاني الحرب بأنها "استحضار غريب لأجواء الثلاثينيات والخمسينيات كما لو أنها نُقلت بواسطة الفوكودر إلى إلكترونيات الثمانينيات المريبة"، وشرح ذلك بقوله:

كأن كيربي، وهو يخاطب جيلاً ما بعد حداثي مشبَعٍ بإحيائيات جامدة وعديمة الروح [...] يطرح السؤال:
"تسمّون هذا رجعياً؟ هذا هو الرجعي بحق"

(ولكن أيضاً: هذا هو معنى الرجعية، وقد لا يكون ذلك التناول المريح الذي ألفتموه).

## الإنتاج
لم يكن كيربي يخطط مسبقًا لإنتاج الألبوم. بدأت فكرته عندما اشترى مجموعة من تسجيلات صالات الرقص في بروكلين في كانون الأول ٢٠١٠ مقابل عشرة دولارات. تُركت التسجيلات دون استخدام لفترة حتى وجد نفسه في شقة ببرلين، حيث أمضى قرابة شهر وهو يستمع إليها على مشغّل أسطوانات معطل. ثم نقلها إلى جهاز تسجيل رقمي حصل عليه أثناء إجازته في إسبانيا خلال ثوران بركان إيافيالايوكول في عام ٢٠١٠. بعد انتقاله إلى شقة أخرى، بدأ بتحرير ومزج التسجيلات. أما غلاف الألبوم الذي يحمل عنوان هابي إن سبايت، فقد رُسم في عام ٢٠١٠ بواسطة صديقه الفنان إيفان سيل.

## التأليف
يعتمد الألبوم على مقتطفات من تسجيلات أسطوانات قديمة بسرعة ٧٨ دورة في الدقيقة. وقد قورنت تركيبته بمؤلفات ويليام باسينسكي في سلسلة ذا ديسينتيغريشن لوبس (٢٠٠٢)، وموسيقى سلسلة ألعاب بايوشوك، وأعمال فيليب جيك، إكهارد إهلرز وغاڤن برايَرز.
تحتوي المقاطع الأولى من الألبوم على عينات واضحة نسبيًا، محاطة بأصوات خدوش وتكسيرات في الأسطوانة، تُوصف أحيانًا بأنها "أخطاء تقنية ستيم بانك". تتزايد فلاتر الصدى تدريجيًا مع تقدم المسارات، وتصبح العينات أقل وضوحًا وأكثر تجزؤًا، إلى أن نصل إلى المقطع الأخير، الذي يعيد استخدام العينات السابقة بشكل واضح.
المحور الأساسي للألبوم هو الطريقة التي تم بها تعديل مصادر الصوت. وصف النقّاد هذه التعديلات بأنها تعكس "الأسلوب المجزأ والغير حاسم الذي تعمل به ذاكرتنا". لا تحتوي المقاطع على تطور موسيقي تقليدي، بل تتوقف فجأة أو تتنقل بأسلوب "القفزات"، ما يعطي شعورًا غريبًا وغير مستقر.
يركّز الألبوم على كيفية تعديل وتحرير المصادر الصوتية. وكما كتب باول، فإن نعيم فارغ يستخدم أسلوباً "آلياً" أو "بلا وعي" في تحرير الأصوات ليمثّل "الطرق المجزّأة وغير الحاسمة التي تعمل بها ذاكرتنا".لا تبدو المقاطع وكأنها مكتملة من البداية إلى النهاية، بل تميل إلى التوقف عند لحظات تشعر بأنها مريحة أو حاسمة بشكل خاص.
يعتمد الألبوم أيضاً على أسلوب "القطع المفاجئ" في الانتقال بين كل مقطوعة وأخرى، ويُلاحظ وجود تخطيات في العينات اللحنية؛ بعض الأغاني تنتهي فجأة كما لو أنها توقفت في منتصفها.

ويتطوّر الألبوم ببطء من خلال تغيّرات في الصدى، والرنين، والضجيج. وقد لاحظ بعض النقّاد أن الصدى أضفى على الألبوم شعوراً شبحيًّا مريبًا، في حين كتب باول أن التحرير الملتوي هو ما منح الألبوم طابعه الغريب:
"المادة المصدرية هي موسيقى صُمّمت ليس فقط لتمنح الراحة، بل لتبدو وكأنها وُجدت قبلك: تراتيل، وأغاني حب، وتهاويد. النعيم هنا مخيف لأنه يأخذ فتنة هذه الأشكال ويُحرّفها قليلاً."
في حين رأى أندرو رايس من ريزيدنت أدفايزر أن ألبوم نعيم فارغ "مفرط في كآبته بشكل خانق"، وصفه آخرون بنبرة أكثر إشراقًا. قال سافج إن الألبوم يختلف عن إصدارات ذا كيرتيكر السابقة، التي اتسمت بـ"النشاز والصدى"، من حيث أن له نغمة أكثر "دقة وإرباكًا مطمئنًا — كما لو أن ظلال فندق أوفرلوك، في توسلها إلى القيّم لينضم إليهم، كانت تطلب منه أن يفعل ذلك عبر الانتحار لا القتل".

وقد أشار باول إلى فكرة مشابهة في مراجعته للألبوم، حيث كتب:
"هناك شيء جميل على الأقل من الناحية المجازية — وربما مضحك قليلًا — في أن تعيش داخل مسار مغلق، ترقص مع لا أحد".
وبالإضافة إلى شعوره الأكثر إشراقًا، يتميز نعيم فارغ عن أعمال ذا كيرتيكر السابقة أيضًا بأن العينات الموسيقية فيه أوضح بكثير؛ ففي حين كانت تُشوّه سابقًا عبر تغييرات كبيرة في النغمة والصدى، فإنها هنا أكثر نقاءً ووضوحًا.

ورغم أن معظم المقطوعات تنتهي فجأة، فإن المقطوعة الختامية في الألبوم تخفت تدريجيًا، وهو ما اعتبره سافج
"تذكرة بالفناء لا بد أن تترافق مع بعث أصوات بعيدة زمنيًا إلى هذا الحد، ومع إعادة منح الاسم، وبالتالي حدود الزوال، والدخول (أو بالأحرى إعادة الدخول) في تاريخ خطي لا يرحم".

## التقييم النقدي
وُصف الألبوم بأنه نقطة التحوّل في مسيرة ذا كاريتيكر. اعتبره نيك باتلر من موقع سبوتنيك ميوزك واحدًا من أكثر الألبومات "سحرًا" في عام ٢٠١١. وأشاد بتناقضه بين العينات السعيدة والموسيقى الحديثة الكئيبة. من جانبه، وصفه سايمون رينولدز بأنه نموذج ممتاز لمفهوم الهاونتولوجي، وهو نمط فني يمزج بين الحنين والخراب.
وفي مراجعة بأثر رجعي، منح بول سيمبسون من أول ميوزك الألبوم تقييمًا بخمس نجوم، مشيرًا إلى أنه "تحفة فنية مؤثرة وعميقة" و"أصبح يُعتبر من الأعمال المُعرّفة لمفهوم الهاونتولوجي"، إلى جانب فنانين مثل بيريال وأعمال شركة غوست بوكس.
كان أن إيمبتي بليس بيوند ذيس وورلد الألبوم الذي شكّل نقطة الانطلاقة لمشروع ذا كاريتيكر. وصفه نيك باتلر من موقع سبوتنيك ميوزك بأنه من أكثر الألبومات "سحرًا" لعام ٢٠١١. وقد سلّط الضوء على المزج في الألبوم بين حالتين مزاجيتين مختلفتين، إذ أن العينات الصوتية المستخدمة "في الغالب مبهجة وقديمة جدًا إلى درجة قد تجعلها غير ذات صلة بالأذن المعاصرة"، بينما تبدو الموسيقى ككل "حديثة جدًا [...] وكئيبة جدًا".
حلّل باتلر هذا التناقض قائلًا إن هذين الطابعين "لا يتطابقان إطلاقًا، ما يدفع دماغ المستمع إلى العمل بأقصى طاقته في محاولة لفهم الأمر، ولإيجاد الرابط بين هذين النقيضين".

أما جيمس كنابمان من مجلة إيگلو فقد وصفه بأنه أكثر أعمال كيربي "جاذبية"، بفضل دمجه للنغمات الخفيفة والمزعجة في آنٍ واحد، وقال:
"ما يطلبه الألبوم من المستمع هو حس الفكاهة والقدرة على الاستمتاع بالمادة الصوتية القديمة التي قام كيربي بدمجها وتكرارها. إنها تجربة مقلقة حقًا، يغذيها شعور قوي بالحنين والمودّة، ما يضفي عليها طابعًا متمايلًا بشكل غريب."
وصف سيمون رينولدز ألبوم أن إيمبتي بليس بيوند ذيس وورلد بأنه "مثال ممتاز" على تسجيل يستخدم ثيمات الهونتولوجيا (علم الأشباح الثقافي). أما مايكل لوفينو، فكتب في موقع نو ريبكورد محللًا:
"ثمة إحساس غامض بأن ما نستمع إليه هو خيالٌ محض، صُمِّم ليشوّش إدراكنا الدائم للواقع، للحظة الحالية، الآن، كما نعيشها في هذه اللحظة. قد يكون هذا أول ألبوم يبعث مثل هذا الإحساس الغريب بتلك الشبحية السامية."
وقد أشار لوفينو إلى قدرة الألبوم على إنجاز مهمة "مُربكة ومرهقة"، تتمثل في إثارة مشاعر متعددة لدى المستمع، وكتب أن "كيربي ينجز ذلك بنوع خاص من الرشاقة."

أما رايس فقد وصف الألبوم بأنه "مُعبِّر، ويشدّ القلب"، وأوضح:
"عندما تكمن معرفة نوايا كيربي خلف أخاديد الأسيتات التالفة، يتحوّل العمل إلى شيء مختلف تمامًا: استجواب مؤثّر لفقدان الذاكرة والشيخوخة."
ورأى أنه يفوق بكثير معظم ألبومات الموسيقى المحيطة الأخرى، تلك التي "تتوه في أوهام العظمة الناتجة عن المفاهيم المعقّدة"، واصفًا التعديلات على العينات بأنها "بسيطة"، لكنها "فعّالة إلى حد مرعب يصعب معه الشعور بشيء سوى الانبهار."
وصف أندرو هال من كوك ماشين غلو ألبوم نعيم فارغ فيما وراء هذا العالم بأنه "استماع متماسك بشكل لافت ويحقق أهدافه، لكن ما إذا كان عملاً إبداعيًا بالكامل بحد ذاته، فذلك سؤال آخر تمامًا".
وقد أشاد بأسلوب أخذ العينات الفريد في الألبوم وبالتسلسل "الدقيق" لمقاطعه.

ومع ذلك، شعر أيضًا أنه
"أشبه بمزيج موسيقي ممجَّد مع بعض المعالجات التي أُضيفت لتسليط الضوء على عناصر معيّنة من الموسيقى المستخدَمة"،

مضيفًا أن "هذا الألبوم قد أثار بالفعل أسئلة يصعب التعامل معها تتعلّق بالملكية، والحقوق، وكمية الجهد الفعلي المبذول في إنتاج عمل نهائي عند استخدام طريقة مثل طريقة كيربي".[1]
وفي مقال نُشر على بي دي سي واير في تشرين الأول 2014، وصف تايلر كوميلّا ألبوم نعيم فارغ فيما وراء هذا العالم بأنه من أكثر الألبومات "إثارة للاهتمام".
وقال إن الألبوم "يحمل طابع شيء يتفلّت من بين يديك، كذكرى تحاول التشبّث بها. نادرًا ما استطاع ألبوم أن يرسم صورة داخلية ومقلقة إلى هذا الحد عن حياة الذهن".
وقد شبّه الألبوم بفيلم البريق الذي كان من مصادر إلهامه، حيث قال إن كليهما "يجسّدان تمامًا شعور الذهن المتداعي، حيث يختلط الماضي بالحاضر في كلٍّ جميل ومريب".
في مراجعة بأثر رجعي لألبوم أن إيمبتي بليس لموقع أول ميوزيك، منح بول سيمبسون الألبوم خمس نجوم وخلص إلى أنه "سرعان ما أصبح عملًا كلاسيكيًا ذا جمهور خاص، ومنذ ذلك الحين اعتُبر واحدًا من الأعمال التعريفية لـ الهونتولوجيا، وهو مفهوم يستحضر الذاكرة الثقافية، والذي تكرر الحديث عنه أيضًا في مناقشات فنانين بريطانيين آخرين مثل بيريال وملصق جوست بوكس." وصف سيمبسون الألبوم أيضًا بأنه "عمل فني عميق الجمال، مثير للتفكير."
وقد تم توسيع مفهوم أن إيمبتي بليس لاحقًا ليشمل ستة ألبومات في سلسلة إيفري وير آت ذا إند أوف تايم، التي تستكشف التدهور العقلي الناتج عن الخرف عبر ست مراحل.

## الجوائز والتكريمات
احتل ألبوم أن إيمبتي بليس بيوند ذيس وورلد المرتبة 22 في قائمة بيتشفورك لأفضل 50 ألبومًا لعام 2011. وفيما بعد، وصل إلى المرتبة 75 في قائمة المجلة لأفضل الألبومات في النصف الأول من عقد 2010 (2010 إلى 2014)، وإلى المرتبة 14 في قائمتها لأعظم ألبومات الموسيقى المحيطة على الإطلاق.
صنّف موقع غوريلا فيرسس بير الألبوم في المرتبة 14 ضمن أفضل ألبومات عام 2011، ووصفه الكاتب كريس بأنه "بعض من أجمل وأحزن الموسيقى المجهولة التي لم نكن نعلم أننا بحاجة إليها"، في حين وضعته مجلة أنكات في المرتبة 47 ضمن قائمتها السنوية.
وفي عام 2013، تم تصنيف الألبوم في المرتبة 79 ضمن قائمة "أفضل 130 ألبومًا" للسنوات الخمس السابقة حسب تصنيف بييتس بير مينيت.
احتل ألبوم أن إيمبتي بليس بيوند ذيس وورلد المرتبة الرابعة في قائمة نهاية العام لعام 2011 لأفضل الإصدارات حسب تايني ميكس تيبس، حيث وصف الصحفي إمبرلينغ الألبوم بأنه "ذو صلة وضروري" بسبب زيادة عدد الأفلام في ذلك العام التي كانت "مراجعات عتيقة، وتواريخ أوائل القرن العشرين مرتبة بشكل ملائم وجذاب" و"إعادة خلق مفعمة باللمعان لعالم لم يكن موجودًا في الواقع، رغم أننا أحيانًا نتمنى لو كان كذلك."
ومن بين هذه الأفلام: كابتن أمريكا: المنتقم الأول، منتصف الليل في باريس، ذا أرتيست، وهيوغو. كتب إمبرلينغ أن مع الألبوم، "قدم ليلاند كيربي تسجيلات 78 دورة قبل الحرب في حالتها الحالية المتدهورة، كشهادة على الأشياء التي لا يمكن استعادتها، الأشخاص واللحظات والذكريات التي فقدها الزمن، والتي أصبحت بعيدة المنال ولا يمكن استرجاعها أبدًا."

## قائمة المقاطع
الإصدار الأصلي:
1. كل ما تريده هو أن تعود إلى هناك – ٣:٤٦
2. لحظات من الوضوح الكافي – ٣:٤٧
3. البحر الخفي العظيم من اللاوعي – ٣:٠٢
4. تأخير ليبيت – ٣:٢٦
5. أشعر وكأني قد أختفي – ١:٥٥
6. أن إيمبتي بليس بيوند ذيس وورلد – ٤:١٩
7. مغروس بعمق في الذاكرة الطويلة الأمد – ١:٤٨
8. علاقة مع السمو – ٣:٣٦
9. كهوف ذهنية بلا شمس – ٣:١٣
10. مجرد إلى الحد الأدنى – ١:٤٥
11. كهوف ذهنية بلا شمس (نسخة قصيرة) – ١:٣٥
12. أن إيمبتي بليس بيوند ذيس وورلد (نسخة ثانية) – ٣:٤٨
13. تدرجات صغيرة من الفقد – ٢:٥٢
14. الرفقة على بُعد ذراع – ٤:٤٥
15. السمو مُخيب للآمال – ١:٤٤

المدة الإجمالية: ٤٥:٢١ دقيقة
المقاطع الإضافية (Bonus Tracks):
1. أحلام عابرة – ٣:٠٣
2. قصتهم ضاعت – ٣:٥٨

المدة الإجمالية بعد الإضافة: ٥٢:٢٦ دقيقة